# Salpinia obliqua
Salpinia obliqua là một loài bọ cánh cứng trong họ Cerambycidae.